# 금주법

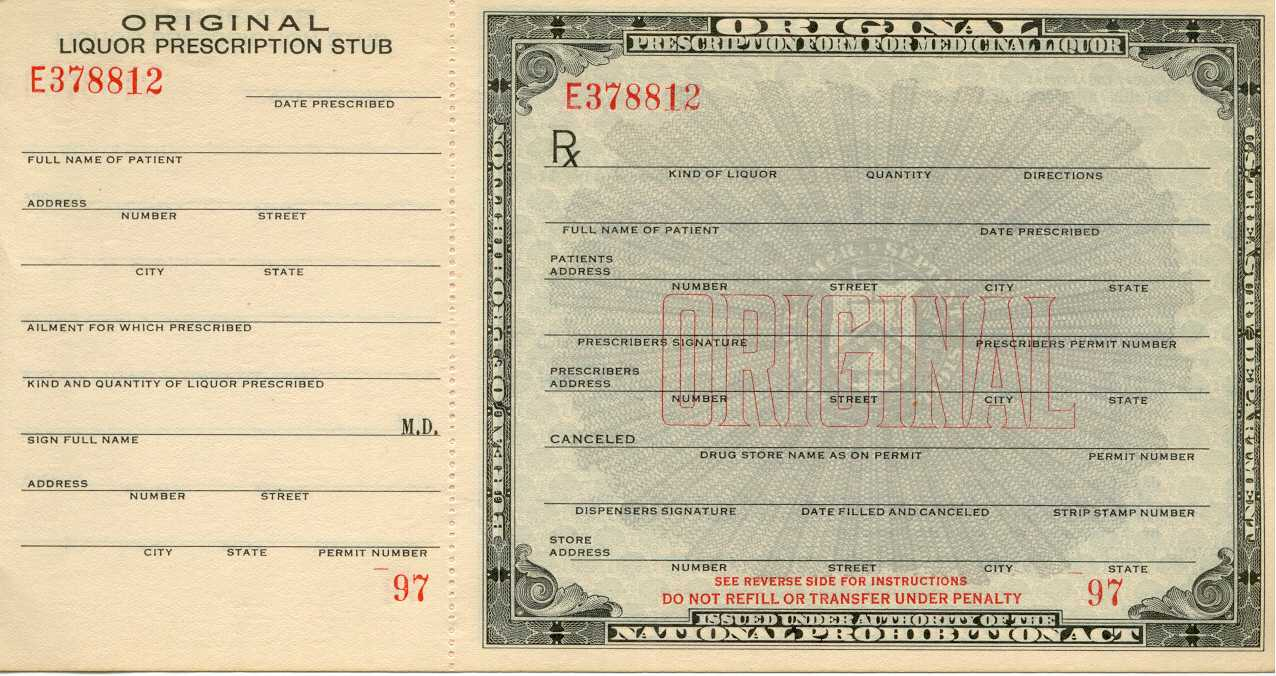
의학용 알콜음료 사용을 허가하는 처방전

금주법(禁酒法, the prohibition law)은 술의 제조, 판매·운반·수출입을 금지하는 법이다. 가장 유명한 것은 미국의 금주법이다.

## 한국의 금주법

### 백제
백제에서 민간에서 사사로이 술 빚는 것을 금지했다는 기록이 있다.

### 고려
고려 시대에서 나라에서 민간과 절에서 사사로이 술 빚는 것을 금지한 기록이 여러 건 보인다.

### 조선
조선에서 금주령을 내리는 까닭은 주로 경제 문제 때문이었다. 조선에서는 쌀로 술을 빚었기 때문에 쌀의 소비를 줄여 식량 사정을 악화되지 않게 하려고 금주령을 내렸다. 조선 영조 시대의 금주법이 그 예다. 가뭄 때문에 술 제조를 하지 못하게 한 사례도 있다.

## 같이 보기
- 금주 국가 목록